# Dinastía salárida
La dinastía salárida (también conocida como los musafíridas o langáridas) fue una dinastía islámica conocida principalmente por su gobierno del Azerbaiyán iraní y parte de Armenia desde 942 hasta 979. Constituyen un periodo en la historia que ha sido llamado el intermedio iranio, un período que vio el auge de dinastías nativas iranias durante los siglos IX a XI.

## Primeros años
Los saláridas eran dailamitas que, probablemente a finales del siglo IX, obtuvieron el control de Shamiran, una plaza fuerte de montaña localizada a unos cuarenta kilómetros al norte de Zanyán. Desde Shamiran establecieron su gobierno sobre la región que la rodeaba, Tarom. Los saláridas también establecieron lazos matrimoniales con la vecina dinastía yustánida de Rudbar.

### Muhammad ibn Musafir
A principios del siglo X el salárida que controlaba Shamiran era Muhammad ibn Musafir. Casó con una yustánida y posteriormente se involucró en sus asuntos internos. Su severo gobierno, sin embargo, con el tiempo hizo que hasta su familia se volviera contra él, y en 941 fue encarcelado por sus hijos Wahsudan y Marzuban.

## Azerbaiyán bajo los saláridas

### Marzuban ibn Muhammad
Wahsudan permaneció en Shamiran mientras que Marzuban invadió Azerbaiyán y la conquistó a su gobernante, Daisam. Marzuban tomó Dvin y resistió con éxito los ataques de los rus y de los hamdanidas de Mosul. Sin embargo, fue capturado en una guerra con el búyida Rukn al-Daula y el control de Azerbaiyán fue objeto de disputa entre Muhammad ibn Musafir, Wahsudan, los buyíes y Daisam. Al final, Marzuban escapó y restableció el control sobre Azerbaiyán e hizo la paz con Rukn al-Daula, casando a su hija con él. Gobernó hasta su muerte en 957.

### Los sucesores de Marzuban
Marzuban había nombrado sucesor a su hermano Wahsudan. Cuando vino a Azerbaiyán, sin embargo, los comandantes de las fortalezas rechazaron entregárselas, reconociendo en lugar de ello a Justan, el hijo de Maruban, como sucesor. Incapaz de establecer su poder en la provincia, Wahustan regresó a Tarom; Justan fue reconocido como gobernante en Azerbaiyán, con su hermano Ibrahim como gobernador de Dvin. Justan parece haberse interesado sobre todo por su harén, un hecho que hizo que se apartaran de él algunos de quienes le apoyaban, aunque él e Ibrahim suprimieron con éxito una revuelta de un nieto del califa al-Muqtafi en 960.
Poco después Justan y otro hermano, Nasir, fueron a Tarom, donde fueron encarcelados a traición por Wahsudan, quien envió a su hijo Ismael a controlar Azerbaiyán. Ibrahim alzó un ejército en Armenia para oponerse a Ismael, lo que hizo que Wahsudan ejecutara a Justan, su madre y Nasir. Ibrahim fue expulsado de Azerbaiyán por Ismael, pero conservó su dominio de Armenia.
Ismael murió en 962, sin embargo, permitiendo que Ibrahim ocupara Azerbaiyán. Invadió entonces Tarom y forzó a Wahsudan a huir a Dailaman. En 966 Ibrahim fue derrotado por un ejército de Wahsudan y sus soldados lo abandonaron. Huyó hacia su cuñado, el buyí Rukn al-Daula, mientras que Wahsudan instaló a su hijo Nuh en Azerbaiyán. Rukn al-Daula envió a un ejército bajo su visir para reinstaurar a Ibrahim en Azerbaiyán y Wahsudan fue expulsado de Tarom por un tiempo. En 967 sin embargo, él envió de nuevo un ejército, que quemó Ardebil antes de que Ibrahim concluyera una paz con su tío, cediéndole parte de Azerbaiyán. En 968 reafirmó la autoridad salárida sobre Shirvan forzando al Shirvanshah a pagarle un tributo.
La autoridad de Ibrahim comenzó a declinar en la última parte de su gobierno. En 971 los shaddádidas tomaron Ganja, e Ibrahim fue forzado a reconocer su gobierno en esa ciudad después del fracaso del sitio para desalojarlos. Alrededor de 979 fue depuesto y encarcelado; murió en 983. Su deposición marcó el final de los saláridas como un gran poder en Azerbaiyán, al tiempo que los rawádidas de Tabriz invadieron gran parte de la provincia. Un nieto de Wahsudan de nombre Marzuban ibn Isma'il conservó una pequeña porción de Azerbaiyán hasta 984 cuando fue capturado por los rawádidas. Su hijo Ibrahim huyó a Tarom y más tarde restauraría el gobierno salárida allí después de que fuera tomada por los buyíes.
En Dvin, mientras tanto, un hijo de Ibrahim b. Marzuban b. Muhammad, Abu'l-Hajja', tenía el poder; en 982 o 983, fue persuadido por el Rey de Kars de que invadiera el dominio del rey bagrátida Smbat II. Algún tiempo después de esto, Abu'l-Hajja' guio una expedición contra Abu Dulaf al-Shaibani, el gobernador de Golthn y Najicheván, pero fue derrotado y perdió Dvin en favor suyo. Viajó a través de Georgia y Armenia y visitó al emperador bizantino Basilio II. En 989 o 990 Smbat II le dio un ejército para recuperar Dvin, pero después le quitó su apoyo. Con el tiempo Abu'l-Hajja' encontró su fin a manos de sus servidores, que lo estrangularon.

## Tarom bajo los últimos saláridas
Después de la muerte de Wahsuda (en algún momento después de 967), su hijo Nuh le sucedió en Shamiran. Nuh murió antes de 989; en ese año el buyí Fakhr al-Daula se casó con su viuda y luego se divorció de ella, tomando Shamiran en el proceso. El hijo joven de Nuh, Justan, fue llevado a Ray.
En 997, después de la muerte de Fakhr al-Daula, Ibrahim b. Marzuban b. Isma'il se aprovechó de la debilidad de su sucesor para tomar el control de Shamiran, Zanyán, Abhar y Suharavard. Cuando el gaznávida Mahmud de Gazni conquistó Ray en 1029 envió una fuerza a conquistar los territorios de Ibrahim, pero fracasó. Ibrahim tomó Qazvin a los gaznavíes y derrotó al hijo de Mahmud, Mas'ud en la batalla. Mas'ud logró sobornar a algunos soldados de Ibrahim para capturarlo. El hijo de Ibrahim rechazó entregar la fortaleza de Sarjahan pero se vio obligado a pagar tributo. Para 1036 los saláridas estaban de vuelta en Shamiran. 
Alrededor de 1043 el sultán selyúcida Tugrïl Beg recibió la sumisión del salar de Tarom, quien se convirtió en su vasallo y se sometió a tributo. Este salárida pudo haber sido Justan ibn Ibrahim, que fue nombrado gobernante de Tarom en 1046. En 1062 Toghril fue a Shamiran y de nuevo recibió tributo de su gobernante, Musafir. Este es el último salárida conocido; es probable que la dinastía fuese poco después exterminada por los asesinos de Alamut, quienes desmantelaron la fortaleza de Shamiran.